# Bandeira das Ilhas Caimão
A bandeira das Ilhas Cayman (em português brasileiro)  ou Caimão (em português europeu) (em inglês:  Cayman Islands)  é a bandeira nacional e, consequentemente, um dos símbolos oficias desse território ultramarino britânico localizado no Caribe.
Ao longo da história das Ilhas Cayman, diversas bandeiras foram usadas. Essas mudanças refletiram as diferentes soberanias de impérios coloniais, como o espanhol e o britânico, bem como seus diferentes estados como território diretamente administrado a partir de Londres ou como associado à Jamaica. Considera-se que a primeira bandeira própria do território foi adotada em 14 de maio de 1958, data na qual foi concedido um brasão de armas exclusivo ao arquipélago. Esse brasão, desenhado pelo College of Arms e concedido pela rainha Isabel II, é o mesmo até a atualidade. Essa primeira bandeira própria consistia no brasão aplicado aplicado em um disco branco no lado direito de um pavilhão britânico de campo azul. Seu desenho atual, oficializado em 1999, é comum às bandeiras de diversos territórios britânicos e consiste no brasão de armas nacional aplicado diretamente no lado direito de um pavilhão britânico azul. Embora exista apenas um desenho oficial, as duas versões ainda são usadas na atualidade.
Além da representação simbólica do pavilhão britânico em si, que representa os laços históricos e políticos com o Reino Unido, boa parte de seu significado está contido no brasão que carrega. Esse simbolismo está majoritariamente associado a aspectos de sua história, geografia e religiosidade. O pavilhão vermelho, que é a bandeira marítima oficial do arquipélago, possui grande prestígio internacional. As vantagens do registro atraem proprietários de embarcações de todo o mundo.

## História

### Período colonial e território associado

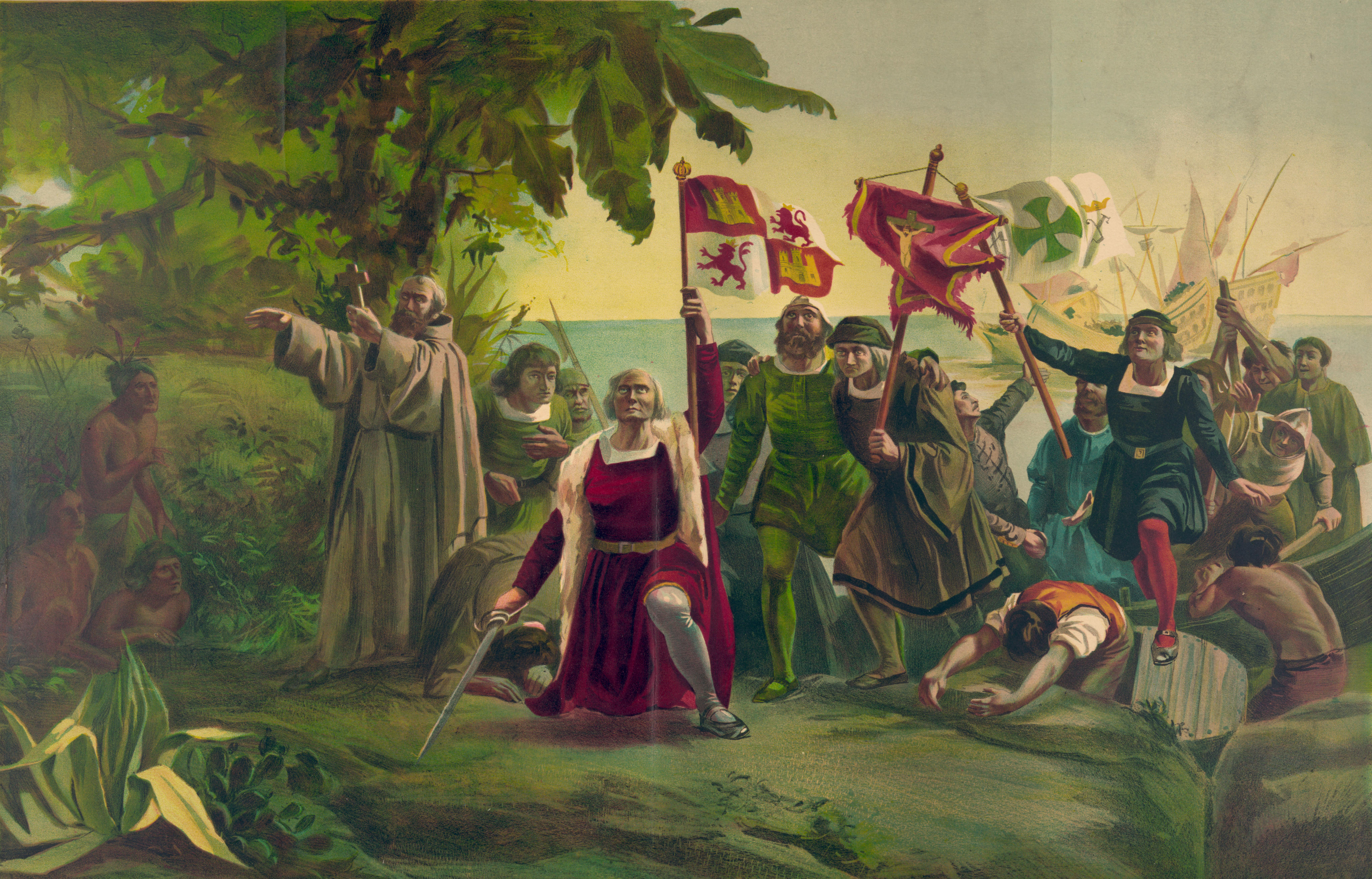
Pintura de Dióscoro Puebla (1831–1901) ilustrando o primeiro desembarque de Colombo no Novo Mundo. Na pintura, o navegador porta o Estandarte da Coroa de Castela enquanto seus auxiliares carregam um estandarte processional de Jesus Crucificado e a bandeira pessoal de Colombo, com a cruz pátea e as iniciais "F" e "Y", dos Reis Católicos Fernando e Isabel

As Ilhas Cayman foram descobertas por Cristóvão Colombo em 10 de maio de 1503 durante sua quarta viagem à América. Nenhuma colonização imediata ocorreu após a descoberta de Colombo; no entanto, uma variedade de colonos de várias origens moravam nas ilhas, incluindo piratas, marinheiros naufragados e desertores do exército de Oliver Cromwell. Apesar dos ataques piratas, a soberania permaneceu com os espanhóis. Consequentemente, nesse período, a bandeira do território foi a do Império Espanhol. Em decorrência da Guerra Anglo-Espanhola de 1625–1630, as ilhas, juntamente com a vizinha Jamaica, foram ocupadas pela Inglaterra. A soberania só foi reconhecida oficialmente pela Espanha através do Tratado de Madri de 1670. A partir desse momento, com a soberania britânica, a Bandeira da Grã-Bretanha e depois a Bandeira do Reino Unido foram usadas, respectivamente. Após várias tentativas malsucedidas de se estabelecer, a primeira população permanente de língua inglesa nas ilhas data da década de 1730.

Estandarte da Coroa de Castela
Bandeira do Império Espanhol até 1670
Bandeira da Grã-Bretanha, usada de 1670 a 1801
Bandeira do Reino Unido, usada de 1801 a 1875

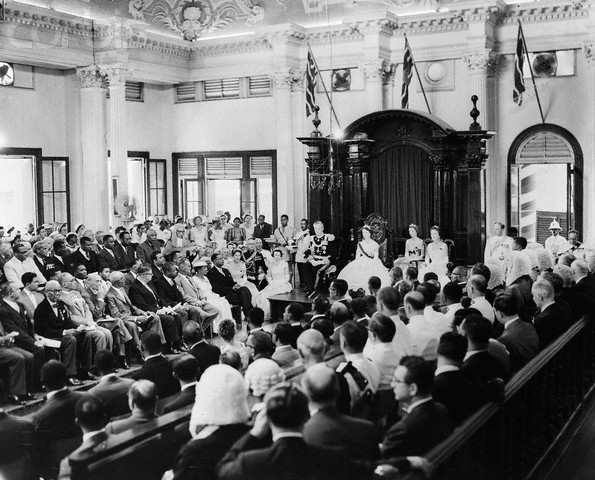
Cerimônia de inauguração da Federação das Índias Ocidentais pela princesa Margaret em Port of Spain, Trinidad e Tobago. Acima do trono, três bandeiras da Federação das Índias Ocidentais

No início do século XIX, as ilhas deixaram de ser administradas diretamente e passaram a dependência da Jamaica, permanecendo nessa situação até 1959. A relação legal entre Cayman e a Jamaica permaneceu ambígua até 1863, quando um ato do parlamento britânico instituiu formalmente as Ilhas Cayman como dependência da Jamaica. Nesse período, a bandeira do Reino Unido foi usada até a adoção de uma bandeira específica para a Jamaica em 1875. Na sequencia, de 1875 a 1958, foram usadas as sucessivas versões da bandeira jamaicana. Por um curto período de tempo, o arquipélago possuiu bandeira própria na qual foi inserido o brasão designado ao arquipélago de 14 de maio do mesmo ano, como resultado de uma resolução para o brasão de nacionais  aprovada em 1957 pela Assembléia Legislativa local. Contudo, como Jamaica passou a fazer parte da Federação das Índias Ocidentais, a bandeira da Federação passa a ser a também bandeira oficial do território durante esse período. Com a dissolução da Federação, em 1962, as Ilhas Cayman tornaram-se um território ultramarino britânico, enquanto a Jamaica conquistou sua independência no âmbito da Comunidade Britânica de Nações.

Bandeira da Jamaica, usada de 1875 a 1906
Bandeira da Jamaica, usada de 1906 a 1957
Bandeira da Jamaica, usada de 1957 a 1959
Bandeira da Federação das Índias Ocidentais, usada de 1959 a 1962

### Bandeira própria

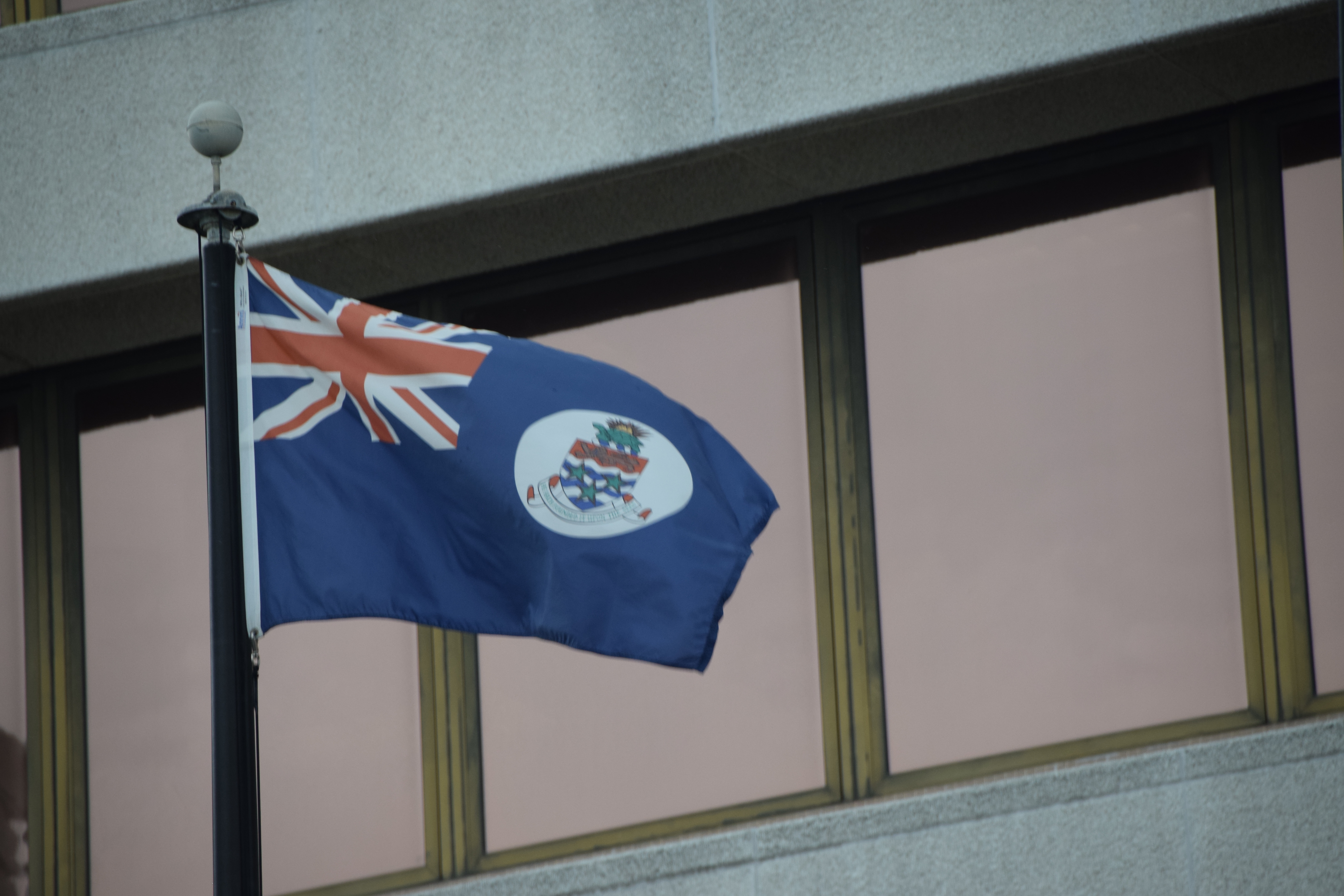
Versão usada entre 1962 e 1999, no qual o brasão está inserido em um disco branco. Fotografia de bandeira hasteada em Georgetown, Grande Caimão

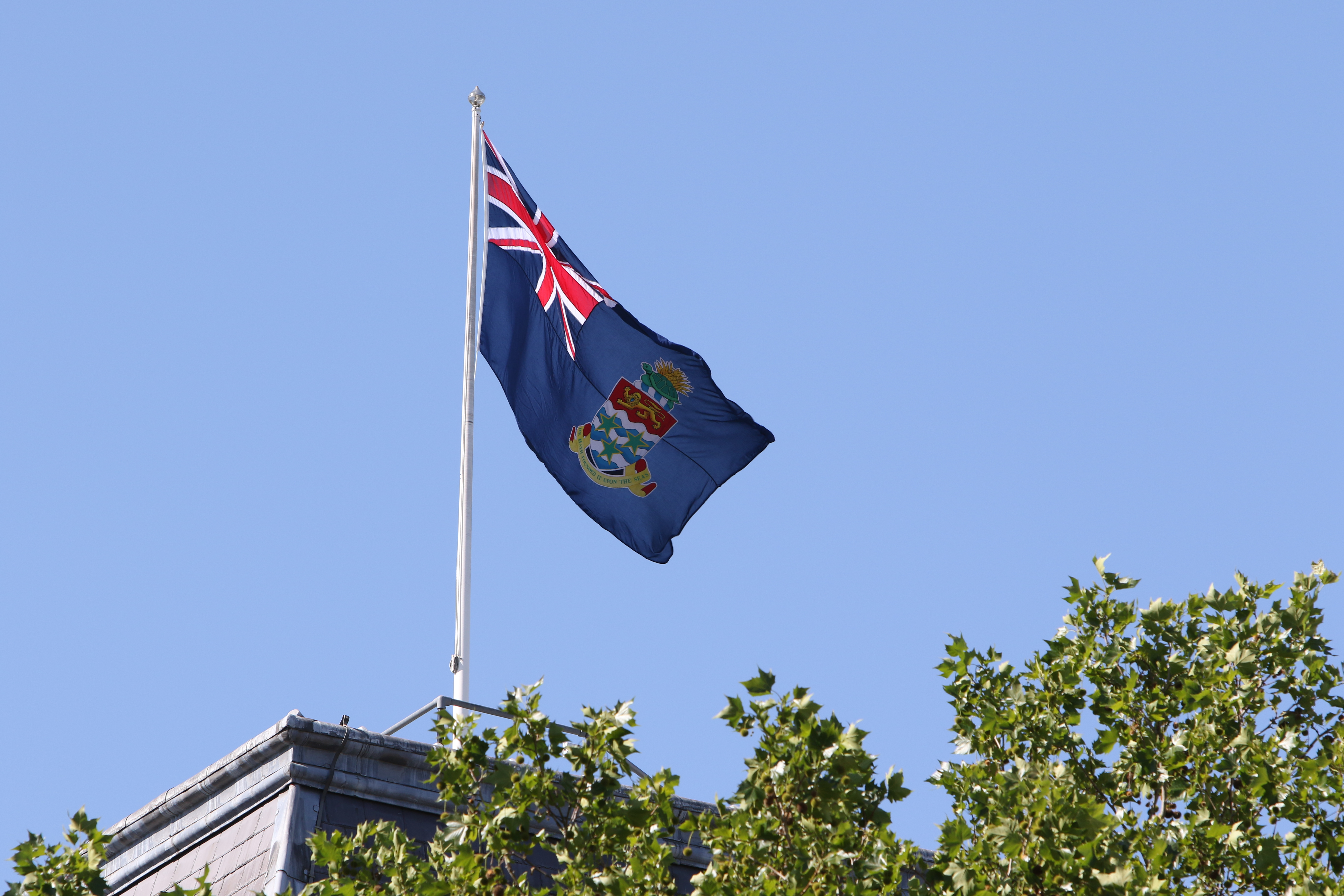
Versão usada desde 1999, no qual o brasão está aplicado diretamente no campo azul. Bandeira hasteada no Ministério das relações Exteriores do Reino Unido, em Londres

Quando a Jamaica alcançou a independência em 1962, as Ilhas Cayman optaram por permanecer sob a soberania da Coroa Britânica. Com isso, um administrador nomeado por Londres assumiu as responsabilidades anteriormente assumidas pelo Governador-Geral da Jamaica. Assim, foi reintroduzida a bandeira própria adotada em 1958 com o status de bandeira nacional.
Embora tenha sido adotada originalmente em 1958, o atual desenho é de 1999. As diferenças entre a versão atual e a anterior estão no fato de que, na versão anterior, o escudo estava sobre um disco branco - que foi removido na atual versão, além do aumento do tamanho do brasão na versão mais recente. Essa alteração aconteceu porque, em 1999, o Ministério da Defesa do Reino Unido, encarregado das bandeiras dos territórios britânicos, decidiu, em consulta com o College of Arms, que os brasões em muitas bandeiras britânicas eram muito pequenos e isso dificultava sua identificação. Além disso, elas também não estavam alinhadas às bandeiras mais recentes concedidas pela rainha Isabel II por meio do College of Arms, que possuíam brasões muito maiores. Assim, o Ministério da Defesa decidiu aumentar os brasões e retirar os círculos brancos onde estavam localizados os respectivos brasões. Além disso, um pavilhão britânico vermelho com um brasão foi usado durante anos sem autorização em embarcações particulares e como pavilhão civil. O uso de ambas as bandeiras foi legalizado em 1988.

Versão da bandeira de 1962 até 1999
Pavilhão civil vermelho usado oficialmente de 1988 até 1999
Modelo oficial desde 1999
Pavilhão civil vermelho desde 1999

## Características

### Desenho e proporções

Proporções comuns dos pavilhões britânicos

Seu formato consiste em um retângulo de proporção entre comprimento e largura totais de 2:1. Seu desenho é o de um pavilhão britânico de campo azul carregado com o escudo do brasão de armas das Ilhas Cayman no batente, ou seja, do lado direito da bandeira. As proporções gerais de desenho são comuns às encontradas nos diversos pavilhões usados como bandeiras oficiais dos territórios ultramarinos britânicos, ou seja, a parte ocupada pelo cantão é equivalente a metade da largura e por metade do comprimento total da bandeira. Quanto ao brasão, suas medidas quando comparadas à largura e ao comprimento da bandeira são na razão de, 72:120 e 54:240, respectivamente.

### Brasão

Brasão de armas

O brasão é composto por um escudo do tipo clássico orlado uma estreita faixa branca (fímbria) com partição cortada, ou seja, dividido horizontalmente em duas partes. A parte superior, mais estreita, é vermelha e possui um leão heráldico passante amarelo-ouro com garras azuis e voltado para a esquerda. A parte inferior mostra seis faixas, três brancas e três azuis, alternadas e onduladas; sobre essa parte há três estrelas de cinco pontas de cor verdes e bordas amarelas dispostas em forma de triângulo com duas estrelas alinhadas horizontalmente acima e uma abaixo. Os elementos superiores do brasão são o virol e o timbre. o timbre é composto por tartaruga-verde voltada para a esquerda sobre um virol de cordas azuis e brancas. Acima da tartaruga há um abacaxi e algumas folhas da bromélia, todas em amarelo-ouro. Abaixo do brasão há um listel na cor amarelo-ouro e verso vermelho no qual há a inscrição do lema das ilhas na língua inglesa: He hath founded it upon the seas (em português:  Ele a fundou sobre os mares) em letras em caixa alta, serifadas e na cor verde.

### Cores
As cores que ocupam a maior parte da área são, no sistema pantone, além do branco, o azul 281C, e o vermelho, 186C. Essas cores, em função do uso do pavilhão britânico, são as mesmas da bandeira do Reino Unido. Além dessas, há as cores do brasão que são: o verde 348C, o verde 361C, o azul 292C e o amarelo 109C. Além da versão com o pavilhão britânico azul, dede 1988, o pavilhão vermelho com o mesmo desenho e proporções é usado como pavilhão civil.
| Cor | Sistema Pantone | CMYK        | RGB           | Hex     |
| --- | --------------- | ----------- | ------------- | ------- |
|     | Branco          | 0.0.0.0     | 255, 255, 255 | #FFFFFF |
|     | Azul 281C       | 100.78.0.57 | 0, 32, 91     | #00205B |
|     | Vermelho 186C   | 0.100.80.5  | 200, 16, 46   | #C8102E |
|     | Verde 348C      | 93.0.98.17  | 0, 132, 61    | #00843D |
|     | Verde 361C      | 68.0.100.0  | 67, 176, 42   | #43B02A |
|     | Azul 292C       | 55.13.0.0   | 105, 179, 231 | #69B3E7 |
|     | Amarelo 109C    | 0.5.100.0   | 255, 209, 0   | #FFD100 |

## Simbolismo

### Pavilhão britânico azul

O pavilhão azul é usado pelo governo britânico e pela administração dos territórios

O pavilhão britânico azul vem sendo usado desde 1801 por instituições britânicas ligadas ao governo. A partir de 1865, através da "Lei de defesa Colonial" (em inglês:  Colonial Defense Act), seu uso foi estendido aos navios pertencentes ou que estivessem a serviço das colônias ou do sistema de administração colonial. Nesse caso, o pavilhão deveria sempre estar associado ao uso do brasão, escudo ou selo da colônia no campo direito. Assim, desde então, mais de 100 bandeiras com essas características já estiveram em uso, como nas bandeiras coloniais de Quênia, Uganda, Mianmar (Burma), Sri Lanka (Ceilão), Dominica e Granada, ou estão em uso até a atualidade, como no caso da Austrália, Nova Zelândia, Fiji, Tuvalu, Estado de Victoria e Estado de Nova Gales do Sul. Desse modo, seu uso representa sua ligação histórica e política com o Reino Unido.

### Brasão
Cada um dos elementos do brasão, por sua vez, também têm seus respectivos significados:
Virol e timbre
Os elementos superiores do brasão são o virol e o timbre. O virol é formado por faixas azuis e brancas entrelaçadas no qual tartaruga está apoiada representa as "corda das Cayman", um tradicional produto da indústria local fortemente associado à pesca e ao comércio marítimo. O timbre é composto pela combinação de uma tartaruga-verde superposta por um abacaxizeiro. A tartaruga-verde representa a fauna local e os inúmeros quelônios que ainda habitam o arquipélago. Além disso, remete ao nome das ilhas dado pelos espanhóis (em espanhol) Ilas de Las Tortugas (em português:  Ilhas das Tartarugas) e a indústria caimanesa de pesca de tartarugas. O abacaxi representa a flora da ilha, assim como os laços históricos comuns com a Jamaica, país cujo brasão de armas tem cinco abacaxis em seu desenho. A Bandeira Pessoal da Rainha Isabel II do Reino Unido na Jamaica, aprovada para uso em 1962, também apresenta os mesmos elementos.
Escudo
O três elementos do escudo são o leão heráldico passante, as ondas e as estrelas. O leão denota a ligação histórica e política, além da lealdade para com a Inglaterra. O escudo com três leões heráldicos passantes em um fundo vermelho é um tradicional símbolo inglês, tendo sido adotado pela primeira vez como as armas pessoais dos reis da Dinastia Plantageneta no final do século XII. A partir daí continuou a simbolizar a Inglaterra e seus monarcas, inclusive na atualidade, onde os leões ainda são o principal elemento das Armas Reais e do Estandarte Real Inglês. As três estrelas simbolizam as ilhas que compõem o arquipélago: Grande Caimão, Caimão Brac e Pequena Caimão. As listras onduladas e alternadas nas cores azul e branco sugerem o mar do Caribe. O simbolismo das três estrelas e das ondas é tão fortemente associado às ilhas que permanecem, inclusive, na bandeira proposta para as Ilhas Cayman independentes.
Lema
A inscrição em inglês He hath founded it upon the seas (em português:  Ele a fundou sobre os mares) é o lema das ilhas. Esta frase, um trecho do versículo 2 do Salmo 24, reconhece a herança cristã da população, fato que também é reconhecido constitucionalmente. O lema indica que tanto a terra (que ele fundou sobre os mares) como aqueles que nela habitam pertencem ao Senhor. Os primeiros dois versículos do Salmo são:

¹Do SENHOR é a terra e a sua plenitude, o mundo e aqueles que nele habitam.
²Porque ele a fundou sobre os mares, e a firmou sobre os rios. [...].
Além disso, o lema faz referência à conexão com o mar. Essa ligação é resultante de uma orgulhosa herança da navegação marítima, construção de barcos, pesca nas águas circundantes, promoção e apoio à exploração do mundo submarino e no manejo cuidadoso do ambiente marinho.

## Protocolo
Segundo as legislações caimanesa e britânica, há um protocolo de uso da bandeira que deve ser seguido. Na "Lei do Brasão, Bandeira e Hino Nacional" (em inglês:  Coat of Arms, Flag and National Song Law), na revisão de 2005, não é estabelecido qualquer protocolo ou instrução de manuseio. Contudo, é estabelecido que as diretrizes devem ser estabelecidas pelo gabinete do Governador-Geral.

### Respeito à bandeira
Como símbolo nacional, a bandeira deve sempre ser tratada com o devido respeito e deferência que qualquer símbolo nacional merece. Isso quer dizer que a mesma não deve: a) ser hastada durante a noite, a não ser quando devidamente iluminada; b) hasteada com mau tempo; c) ser desenhada, riscada ou decorada; d) tocar o chão; ou e) usada para qualquer outra finalidade que não seja a de uma bandeira. Assim como pô-la de cabeça para baixo é considerado um sinal de desrespeito. No momento do uso, a bandeira deve estar sempre em bom estado. Nenhuma parte da bandeira pode ser usada como vestuário ou uniforme. Contudo, um patch pode ser afixado ao uniforme de bombeiros, policiais, agentes penitenciários, militares e membros de associações de veteranos.

### Manuseio e cerimonial
A bandeira nacional deve ser içada rapidamente e baixada lentamente. Assim como não deve ser hasteada ou exibida na posição vertical. As bandeiras usadas como símbolo nacional em eventos públicos podem ser hasteadas ou exibidas em segundo plano. No entanto, eles não devem ser pendurados ou dobradas na frente do pódio ou na mesa principal do evento, nem pode usada como estamenha. Em vez disso, material adequadamente colorido deve ser usado para esses fins.  O tamanho da bandeira em relação ao tamanho do mastro é uma questão estética. Contudo, como regra geral, a largura da bandeira não deve ser maior que um terço da altura do mastro.
A bandeira nacional deve ser hasteada diariamente das 6 às 18 horas em todos os prédios e instalações públicas e escolas. No momento de arriar a bandeira, se outras estiverem hasteadas, a das Ilhas Cayman deve ser baixada por último, excetuando-se quando for possível fazer simultaneamente. Como as Ilhas Cayman são um território britânico, no exterior, a Bandeira do Reino Unido (também conhecida como Union Jack ou Bandeira da União) pode ser hasteada, se desejado, ao invés da bandeira das ilhas.

### Versões azul e vermelha
A bandeira de uso civil apropriada para tremular em terra nas Ilhas Cayman é a bandeira azul. No mar, embarcações registradas em Cayman devem usar a bandeira vermelha. Os navios estrangeiros devem arvorar esta bandeira como cortesia quando estiverem nas águas de Cayman. Para uso governamental, tanto em terra como em mar, usa-se a bandeira azul.

### Posição de honra

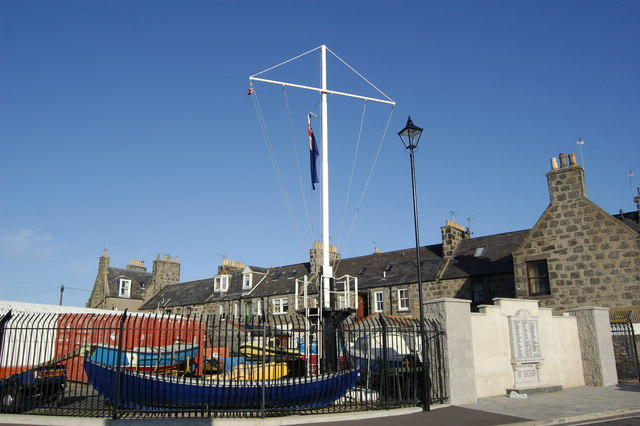
Mastro com trave horizontal

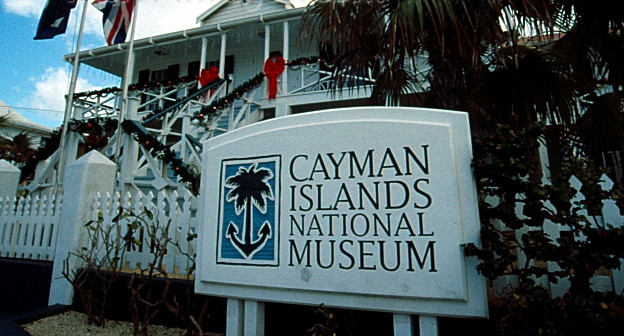
Bandeiras hasteadas em frente ao Museu Nacional das Ilhas Cayman. Embora as bandeiras não apareçam em sua totalidade, é possível observar que a bandeira de Cayman está ocupando a posição de honra

A bandeira nacional deve sempre estar em posição de honra. De forma geral, isso significa que deve estar posicionada sempre acima ou à esquerda. Assim, quando dois ou mais mastros estão no mesmo nível em um edifício, a bandeira deve ficar à esquerda quando o edifício é visto de fora. No caso de três mastros, o central também pode ser considerado posição de honra. Se, em um grupo de mastros, um for mais elevado que os outros, essa é considerada a posição de honra. no entanto, este mastro pode ser deixado vazio e os demais sendo ocupado com as diferentes bandeiras respeitando a regra de que a posição da esquerda é a posição de honra. Em um mastro de bandeira com uma haste horizontal, a trave do lado esquerdo é considerada superior a da direita e a posição superior é superior a ambos os lados. Quando dois mastros estiverem cruzados, a bandeira deve ficar, do ponto de vista do observador, do lado esquerdo. Na disposição de semicírculo, a posição de honra é a central. Quando disposta e círculo, como em um estádio, por exemplo, a bandeira deve ser posicionada no lado oposto à entrada principal.
Em território nacional, as bandeiras estrangeiras só devem ser hasteadas com a bandeira das Ilhas Cayman ou a Union Jack em posição superior. A bandeira do Reino Unido deve ser içada corretamente. Isso pode ser verificado pelo posicionamento da cruz diagonal branca e da cruz diagonal vermelha que atravessa seu centro. Quando a bandeira está na posição correta, no canto superior esquerdo, a faixa branca mais larga é mostrada acima e a faixa branca mais estreita fica abaixo da faixa vermelha. Se as bandeiras das Ilhas Cayman e do Reino Unido tremularem juntas no mesmo mastro, a Union Jack deverá estar na posição superior. Contudo, quando hasteada com outras bandeiras nacionais, nenhuma deve ser levada acima da outra em um único mastro. Se apenas um mastro de bandeira estiver disponível, as duas bandeiras deverão ser fixadas no mesmo ponto, para que tremulem lado a lado. Bandeiras pessoais ou de empresas podem ser hasteadas sozinhas. No entanto, se também estiver a bandeira das Ilhas Cayman ou a Union Jack, esta deverá estar na posição superior.

### Meio mastro e funerais
A bandeira só pode ser hasteada a meio mastro se houver uma declaração oficial nesse sentido. Meio mastro significa que a bandeira tremula a dois terços da altura total do mastro, e que haja uma distância igual ou maior a largura da bandeira entre o topo da bandeira e o topo do mastro. A bandeira não pode ser hasteada nessa condição em mastros inclinados a mais de 45° em relação à posição vertical. Nesse caso, uma faixa de luto presa ao topo do mastro pode ser usada. Em funerais, podem ser penduradas em caixões se a pessoa falecida esteve em serviço militar ou tiver prestado serviços ao governo. Contudo, a bandeira deve ser removida e dobrada antes do sepultamento.

### Eliminação
Bandeiras desbotadas ou danificadas pelo uso não devem ser hasteadas, mas destruídas, de preferência queimadas.

## Usos
A bandeira de fundo azul é autorizada para uso civil em terra, uso governamental em terra e em embarcações governamentais, representada pelo símbolo vexilológico da FIAV (). Para uso em embarcações privadas, representada pelo símbolo vexilológico FIAV (), usa-se o pavilhão vermelho.

### Autorização para reprodução da bandeira
De acordo com a seção 2 (1) da "Lei do Brasão, Bandeira e Hino Nacional" (em inglês:  Coat of Arms, Flag and National Song Law), na revisão de 2005, é necessário obter a permissão do Gabinete do Governador-Geral para a reprodução do brasão e da bandeira para uso comercial.
Se uma empresa ou indivíduo tiver permissão para reproduzir o brasão ou a bandeira para fins promocionais, a taxa anual será de duzentos e cinquenta dólares das Ilhas Cayman (KYD). Se uma empresa ou indivíduo tiver permissão para reproduzir o brasão ou a bandeira com fins lucrativos, a taxa anual será de quinhentos dólares. O uso não autorizado resultará em penalidade de quinhentos dólares na primeira infração e, no caso de uma segunda infração, em multa de cinco mil dólares. As solicitações devem ser dirigidas por escrito ao Gabinete do Vice-Governador indicando os objetivos da reprodução e uma amostra do produto para o uso pretendido deve ser incluída no pedido.
A subseção (1) não se aplica ao uso por um titular de uma marca que contenha o brasão ou a bandeira, assim como também não se aplica:
- (a) ao uso por uma pessoa de qualquer anúncio, circular ou publicação (transmitida por meios eletrônicos ou outros);
- (b) a qualquer peça de roupa; ou
- (c) a qualquer outro item que contenha o Brasão ou a bandeira das Ilhas, onde tal uso seja com o objetivo de promover ou obter a eleição de um candidato em uma eleição.

### Bandeiras marítimas

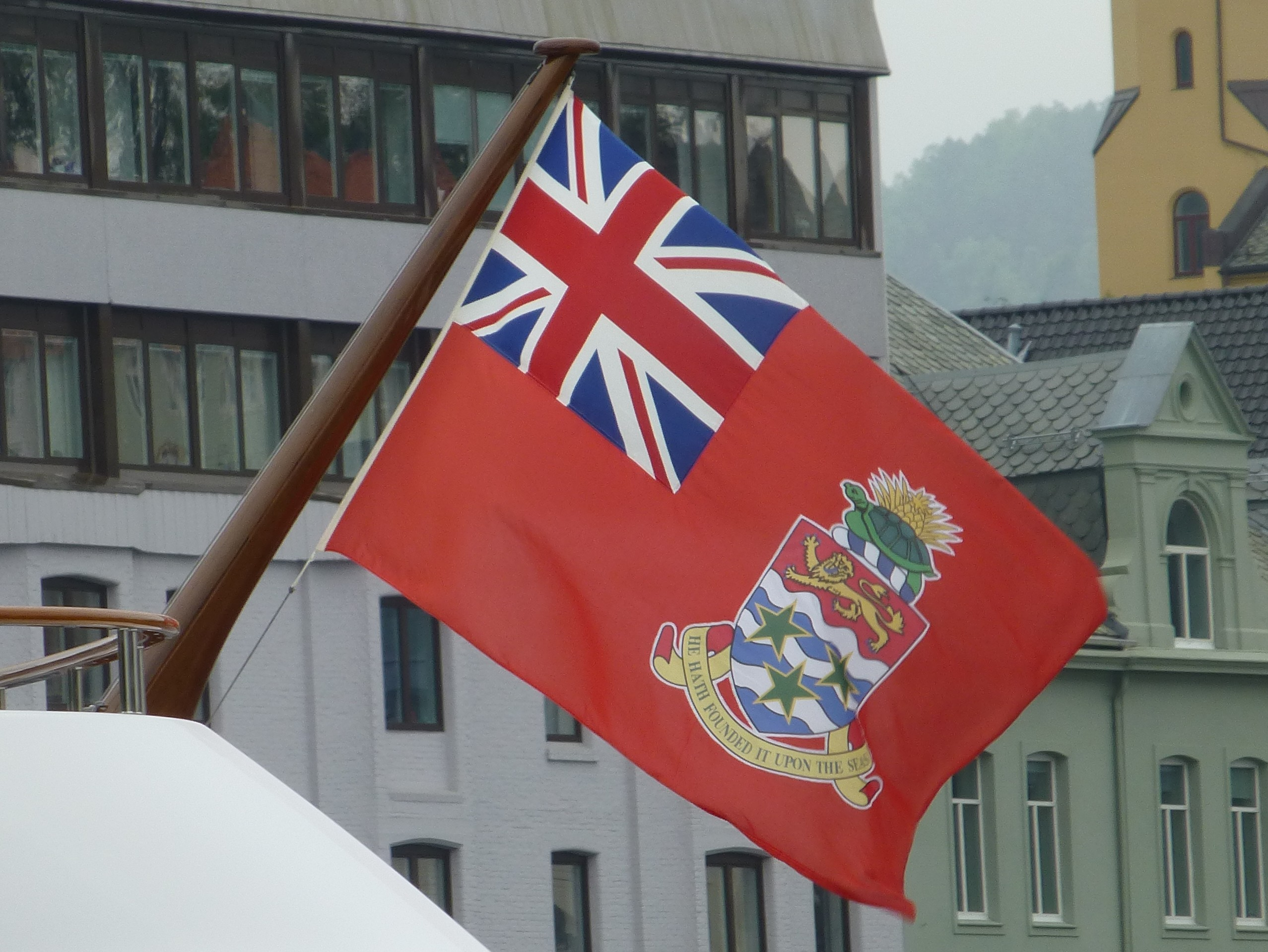
Pavilhão britânico hasteado numa embarcação de pequeno porte

Desde 1903, os registros de navios em Cayman são realizadas pelo "Registro de Embarcações das Ilhas Cayman" (em inglês:  Cayman Islands Shipping Registry), divisão da "Autoridade Marítima das Ilhas Cayman" (MACI) (em inglês:  Maritime Authority of the Cayman Islands).
As ilhas podem registrar embarcações no "Registro Britânico de Categoria 1". Nessa categoria são permitidas embarcações de qualquer tonelagem e comprimento. Assim, podem ser registrados desde pequenos iates até navios-tanque comerciais. A partir de 1991, o país torna-se membro do "Grupo do Pavilhão Vermelho" (em inglês:  Red Ensign Group), ou seja, as embarcações registradas em Cayman passam a usar o pavilhão britânico vermelho. Ao usar um pavilhão vermelho, o navio é considerado como britânico, ficando, portanto, sob a proteção da Marinha Real Britânica, que fornece assistência e proteção em todo o mundo. Por esses motivos, as Cayman são reconhecidas como um dos países de bandeira marítima de maior prestígio internacional e são uma base popular e atraente para o registro de embarcações estrangeiras.

Pavilhão vermelho usado nas embarcações

Para que seja feito esse registro, é necessário que o proprietário da embarcação esteja enquadrado em pelo menos uma das seguintes condições: cidadãos britânicos, cidadãos dos territórios ultramarinos britânicos e dependências da Coroa, súditos britânicos, nacionais britânicas de acordo com a "Ordem 1986 de Hong Kong", cidadãos das Cayman, nacionais ou cidadãos de um estados-membro da União Europeia, Comunidade Económica Europeia ou algum país aprovado. Para empresas, é necessário que sua atividades sejam desenvolvidas ou tenham parceria com empresas estabelecidas nas Ilhas Cayman, Reino Unido, qualquer território ultramarino britânicos, qualquer dependência da Coroa Britânica, qualquer membro da União Européia ou do Espaço Econômico Europeu, incluindo territórios ultramarinos, territórios e dependências de tais estados, ou qualquer país aprovado, ou seja, os países listados no "Terceiro Inventário para Regulação de Lavagem de Dinheiro das Ilhas Cayman" (em inglês:  Third Schedule of the Cayman Islands Money Laundering Regulation). Caso a empresa proprietária não seja incorporada nas Ilhas Cayman nem tenha seus negócios nas ilhas, deve nomear um representante legal no arquipélago.

### Versões anacrônicas em eventos esportivos

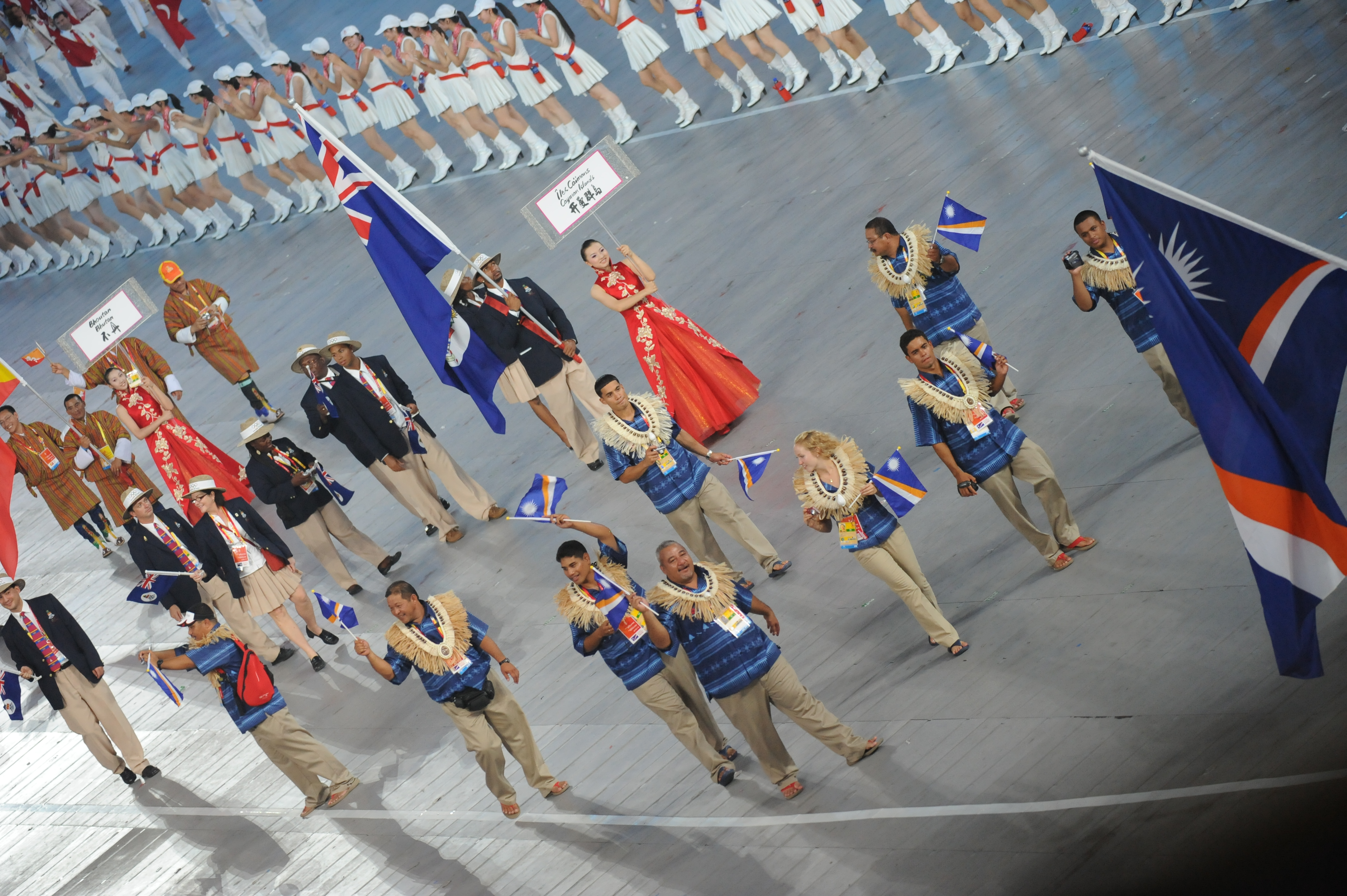
Delegação das Ilhas Cayman na cerimônia de abertura dos Jogos Olímpicos de Verão de Pequim. Apesar da cerimônia ter ocorrido em 2008, o porta-bandeira Ronald Forbes leva a versão anterior a 1999

Tem sido relativamente comum o uso de versões anacrônicas da bandeira das Ilhas Cayman em competições esportivas. Em todos os casos, ocorreu a troca entre as versões atual, no qual o brasão está aplicado diretamente sobre o campo azul e o modelo anterior a 1999, no qual o brasão está aplicado sobre um disco branco. No desfile das delegações das cerimônias de abertura dos Jogos Olímpicos dos anos de 2000, 2004, 2008 e 2012, bem como nos Jogos Olímpicos de Inverno de 2014, por exemplo, os porta-bandeiras levaram bandeiras na versão anterior a 1999.
Alguns desses porta-bandeiras foram: em 2000, Kareem Streete-Thompson, competidor do salto e 100 metros. Em 2004, a velocista Cydonie Mothersille. Além dela, todos os demais atletas levaram pequenas bandeiras de mão na versão oficialmente incorreta. Em 2008, o atleta da prova olímpica dos 110 m com barreiras, Ronald Forbes. O mesmo ocorreu com os demais membros da equipe, que também agitavam pequenas bandeiras no mesmo modelo.
Nos jogos de 2012, o Comitê Organizador dos Jogos Olímpicos e Paralímpicos de Londres (LOCOG), por meio do "Manual de protocolo para bandeiras e hinos das Olimpíadas de Londres 2012" (em inglês:  Flags and Anthems Manual London 2012), forneceu modelos para desenhos das bandeiras nacionais dos países participantes. Cada Comitê Olímpico Nacional (NOC) recebeu uma imagem de sua respectiva bandeira, incluindo as tonalidades no sistema pantone, para aprovação. Uma vez obtida a autorização, o LOCOG produziu uma versão de 60 x 90 cm da bandeira que, por sua vez, também foi submetida para aprovação adicional pelos NOCs. Portanto, embora o desenho utilizado possam não ser sido a versão oficial, governamental,  ela certamente foi o modelo que o Comitê Olímpico das ilhas Cayman aprovou. Assim, o nadador Brett Fraser, que transportou a bandeira na ocasião, também levou a versão incorreta da bandeira.
O mesmo aconteceu nos Jogos Pan-Americanos de 2019, em Lima, quando a versão da bandeira com o círculo branco foi portada pelo velocista Kemar Hyman portou na abertura, e pela nadadora Lauren Hew no encerramento.

## Bandeira do Governador

Bandeira do Governador-Geral

O Governador-Geral das Ilhas Cayman, que é o representante da Coroa Britânica no território, tem uma bandeira própria. Seu desenho consiste em uma bandeira do Reino Unido, na qual está disposto em seu centro o brasão de armas do território circundado por uma coroa de louros atada cor um laço azul. A proporção entre largura e comprimento é 1:2 e o reverso é uma projeção invertida do obverso.
A bandeira governamental deve ser usada na residência oficial quando o governador estiver presente ou dentro do território, além do veículo oficial. Esse desenho é semelhante às bandeiras dos outros Governadores nos territórios ultramarinos britânicos. A bandeira do governador também foi mudada em 1999. Nessa nova versão, as armas foram aumentadas e um anel na cor amarelo-ouro foi adicionado numa posição posterior à da coroa de louros. Na prática, muitas das bandeiras antigas foram feitas com as coroas de louro completamente dentro do disco branco, simplesmente porque era mais fácil de fazer. A especificação moderna é que o diâmetro externo do anel de ouro agora é 55% enquanto o anel tem 2,34% da largura da bandeira. A coroa tem aproximadamente 4% da largura da bandeira, não se sobrepondo à borda interna do anel de ouro.

## Outras bandeiras
A bandeira da Comunidade Britânica de Nações (em inglês:  Commonwealth) é frequentemente hasteada juntamente com a bandeira nacional. Anualmente, no dia 11 março, que é o "Dia da Commonwealth", ocorre a cerimônia de hasteamento dessa bandeira com a presença do Governador-Geral. A segunda bandeira é relatada por James B. Minahan, em sua obra "Enciclopédia das Nações Apátridas" (em inglês:  Encyclopedia of Stateless Nations), apresenta uma bandeira proposta para depois que o território, eventualmente, alcance sua independência. O autor apresenta a bandeira proposta para as Ilhas Cayman independentes é um campo de listras azuis e brancas onduladas carregadas com três estrelas verdes de cinco pontas".

Bandeira proposta para Cayman pós-independência[34]